# Archilopsis spinosa
Archilopsis spinosa är en plattmaskart som först beskrevs av Jensen 1878, och fick sitt nu gällande namn av Martens, Curini-Galletti och Puccinelli 1989. Archilopsis spinosa ingår i släktet Archilopsis och familjen Monocelididae. Arten är reproducerande i Sverige. Inga underarter finns listade i Catalogue of Life.